# Atlı, Derik
Atlı là một xã thuộc huyện Derik, tỉnh Mardin, Thổ Nhĩ Kỳ. Dân số thời điểm năm 2010 là 1.859 người.